# Simone Fraccaro
Simone Fraccaro (Riese Pio X, 1º gennaio 1952) è un ex ciclista su strada e pistard italiano.
Professionista dal 1974 al 1984, vinse due tappe al Giro d'Italia.

## Carriera
Passato professionista nel 1974, ottenne la prima vittoria in una tappa del Giro d'Italia 1976. L'anno seguente bissò il successo, giungendo undicesimo nella classifica generale. Nel 1977 vinse anche il titolo italiano dell'inseguimento che confermò l'anno successivo.

## Palmarès

### Strada
- 1976 (Jolly Ceramica, tre vittorie)

18ª tappa Giro d'Italia (Verona > Longarone)
1ª tappa, 3ª semitappa Cronostaffetta (Martinsicuro > Martinsicuro)
Cronostaffetta (con Giovanni Battaglin, Piermattia Gavazzi e Knut Knudsen)
- 1977 (Jolly Ceramica, due vittorie)

3ª tappa Giro d'Italia (Foggia > Isernia)
Nordwest-Schweizer-Rundfahrt
- 1978 (Sanson, una vittoria)

Grosser Preis des Kantons Aargau
- 1983 (Gis - Gelati, una vittoria)

3ª tappa Tour of Norway (Skien > Tønsberg)

#### Altri successi
- 1978 (Sanson)

Castelfranco Veneto

### Pista
- 1977

Campionati italiani, Inseguimento Individuale
- 1978

Campionati italiani, Inseguimento Individuale

## Piazzamenti

### Grandi Giri
- Giro d'Italia

1974: 49º
1975: 32º
1976: 33º
1977: 11º
1978: 23º
1979: 20º
1980: 37º
1981: 52º
1982: 65º
1983: ritirato (16ª/2ª tappa)
1984: ritirato
- Tour de France

1975: 35º
1976: ritirato (5ª/2ª tappa)
1984: ritirato (15ª tappa)

### Classiche monumento
- Milano-Sanremo

1974: 26º
1975: 28º
1977: 93º
1978: 26º
1979: 60º
1983: 109º
- Liegi-Bastogne-Liegi

1977: 19º

### Competizioni mondiali
- Campionati del mondo su pista

Monteroni di Lecce 1976 - Inseguimento individuale: 6°
San Cristóbal 1977 - Inseguimento individuale: 5°